# Alnus acuminata
Alnus acuminata (лат.) — дерево, вид рода Ольха (Alnus) семейства Берёзовые, произрастающий в горных лесах от центральной Мексики до Аргентины.

## Ботаническое описание

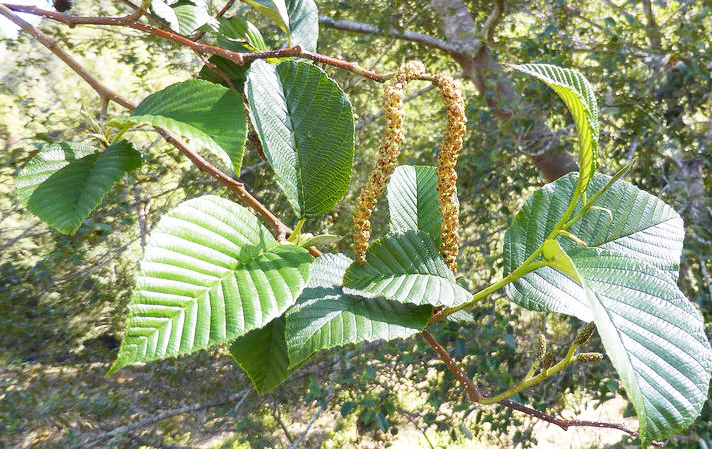
Листья и мужские соцветия Alnus acuminata

Alnus acuminata — дерево, достигающее 25 м в высоту с прямым стволом диаметром до 150 см. Кора с множеством желтоватых чечевичек. Листья простые, овальной формы с зубчатыми краями. Соцветия представляют собой серёжки, отдельные мужские и женские цветки появляются на одном дереве. Мужские цветки до 12 см в длину, висячие, женские цветки более мелкие зелёные прямостоячие, напоминают по форме небольшой конус. После ветрового оплодотворения женские цветки превращаются в древесные коричневые плоды-шишки длиной 2 см. Плод содержит от 80 до 100 крылатых семян, которые высвобождаются при созревании, оставляя на дереве высохшую шелуху одревесневших шишек.
Выделяют три подвида:
- Alnus acuminata subsp. acuminata встречается от юга Колумбии и Венесуэлы до севера Аргентины;
- Alnus acuminata subsp. arguta (Schltdl.) Furlow встречается с северо-запада Мексики на юг до Панамы;
- Alnus acuminata subsp. glabrata (Fernald) Furlow встречается в центральной и южной части Мексики.

## Распространение и местообитание
Alnus acuminata произрастает на высоте от 1500 до 3200 м над уровнем моря на горных хребтах в тропической Центральной и Южной Америке от Мексики до северной Аргентины. В основном растёт на участках с выпадением 1000-3000 мм осадков, на склонах и в долинах. Хорошо переносит плохие почвы и кислые условия, но предпочитает илистые или песчано-илистые почвы. Alnus acuminata — быстрорастущее дерево, один из первых видов, использовавшихся для почвозащиты. Эту ольху можно использовать для улучшения почвы, поскольку у этого вида есть корневые клубеньки, фиксирующие азот.

## Древесина
Древесина A. acuminata от светлого до средне-красновато-коричневого цвета, мелкозернистая. Используется для строительства мостов и свай, для изготовления гробов, ящиков, мебели и фанеры. Также из него получаются хорошие дрова, отличающиеся стабильным горением.